# Henri II (roi de Navarre)
Pour les articles homonymes, voir Henri et Henri II.
Henri II de Navarre, ou Henri d'Albret, Henri Ier d'Albret, Henri Ier de Foix, né le 18 avril 1503 à Sangüesa (Navarre) et mort le 25 mai 1555 à Hagetmau, est roi de Navarre, vicomte de Béarn et comte de Foix de 1517 à 1555, seigneur d'Albret de 1522 à 1555. Il occupe aussi les fonctions de gouverneur de Guyenne et d'amiral de Guyenne à partir de 1528.
Marié avec Marguerite de Valois-Angoulême en 1527, il est le beau-frère de François Ier, le père de Jeanne d'Albret et le grand-père d'Henri IV (Henri III de Navarre).

## Biographie

### Famille
Henri d'Albret est le fils de Jean d'Albret (1469-1516), seigneur d'Albret, duc de Guyenne et comte de Graves, roi consort de Navarre après son mariage, le 14 juillet 1484, avec la reine de Navarre Catherine de Foix-Béarn (1468-1517).
Henri d'Albret succède à sa mère et devient roi de Navarre en 1517 sous le nom d'Henri II.
Le 24 janvier 1527, Henri II de Navarre épouse Marguerite d'Angoulême (1492-1549), sœur aînée du roi de France François Ier, veuve de Charles IV d'Alençon, femme de lettres, couramment appelée « Marguerite de Navarre ».
De cette union naissent :
- Jeanne d'Albret (1528-1572), reine de Navarre à partir de 1555 sous le nom de Jeanne III, mère d'Henri IV ;
- Jean de Navarre (né et mort en 1530), héritier présomptif du trône de Navarre pendant les quelques mois de son existence.

### Le conflit autour de la succession de Navarre

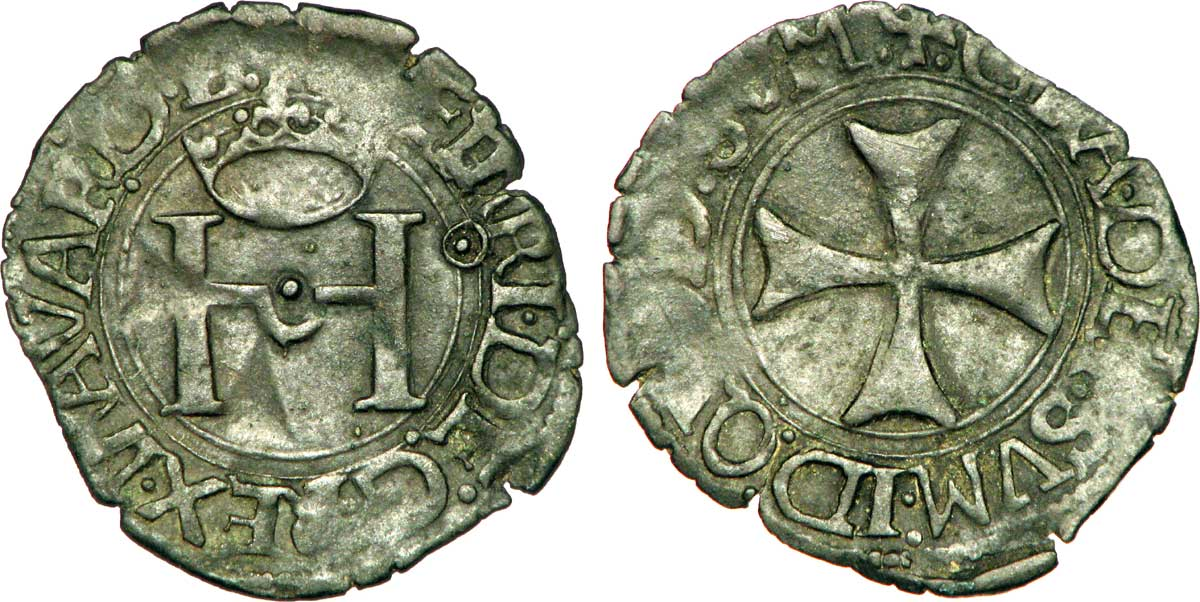
Liard frappé sous le règne d'Henri II de Navarre. Date : après 1541. Description avers : grande H couronnée, un besant au centre du H. Traduction avers : (Henri, par la grâce de Dieu, roi de Navarre et seigneur de Béarn). Description revers : croix pattée. Traduction revers : (Grâce à Dieu, je suis ce que je suis).

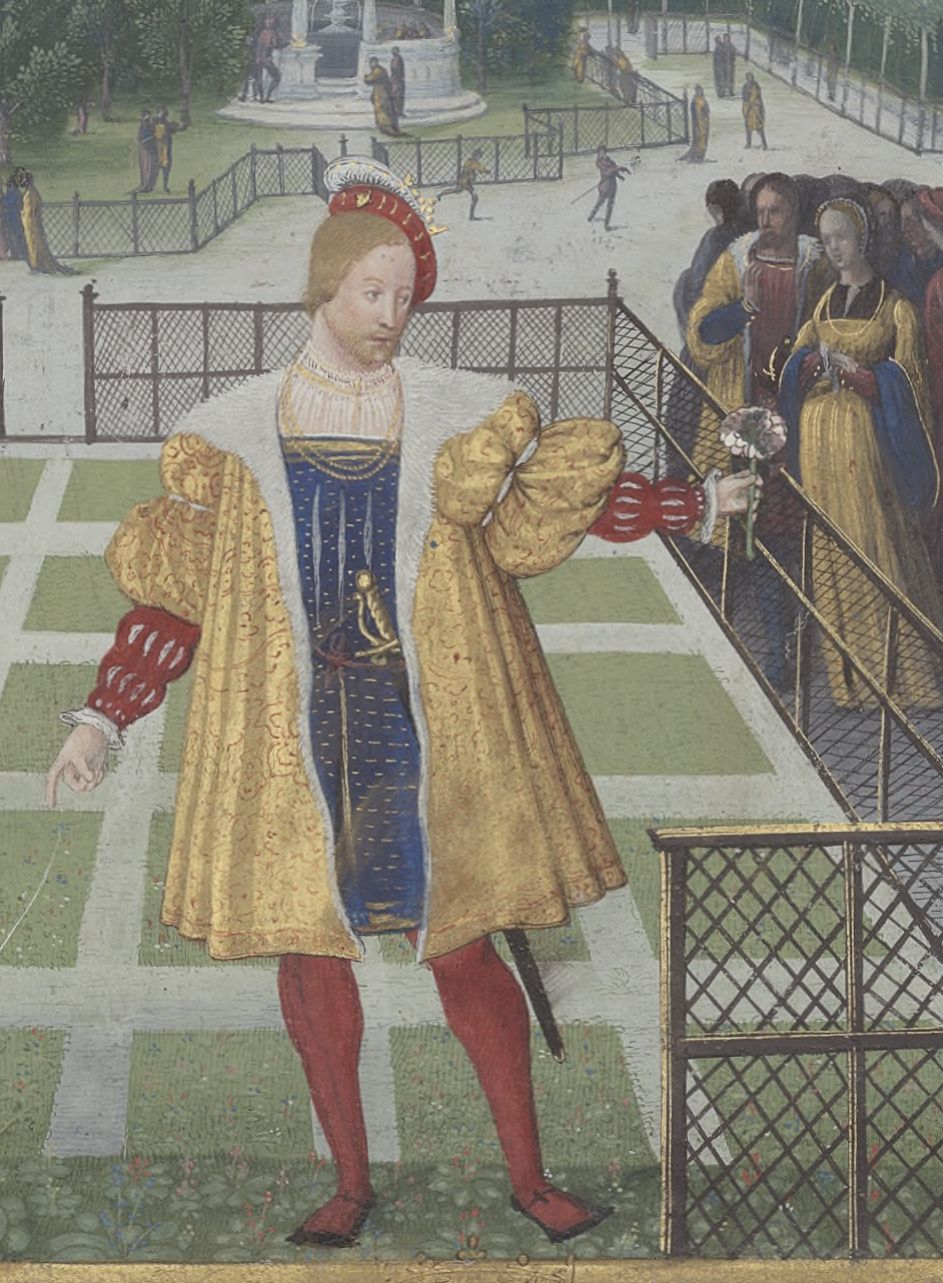
Henri d'Albret, dans lInitiatoire instruction en la religion chrestienne pour les enffans commandé par Marguerite de Navarre.

Bien que portant le titre de roi de Navarre, Henri ne règne effectivement que sur la Basse-Navarre (la région de Saint-Jean-Pied-de-Port et Saint-Palais). Cela résulte d'un conflit familial en cours depuis l'avènement de Catherine de Navarre, dont a profité le roi d'Aragon et régent de Castille Ferdinand le Catholique, après l'achèvement de la Reconquista en 1492.
L'oncle de Catherine, Jean de Foix, vicomte de Narbonne, a contesté le droit de sa nièce à hériter du royaume de Navarre en invoquant de façon totalement arbitraire la loi salique (primogéniture masculine). Une première phase de troubles s'est achevée avec la paix conclue à Tarbes en 1497.
Mais, en 1505, Germaine de Foix, fille de Jean de Foix, épouse le roi d'Aragon, veuf d'Isabelle la Catholique. Ferdinand reprend les prétentions de Jean de Foix et envoie le duc d'Albe à Pampelune en 1512, puis dans toute la Navarre au nord comme au sud, ne laissant à la maison de Foix que la Basse-Navarre. Il s'agit clairement d'une usurpation fondée sur un rapport de forces favorable à Ferdinand.

### Allié du roi de France (1515-1527)
François d'Angoulême, cousin de Louis XII, lui succède le 1er janvier 1515, sous le nom de François Ier. Henri d'Albret est présent à la cour de France dès cette première année du règne.
En 1516, Ferdinand d'Aragon meurt, laissant les trônes d'Aragon et de Castille à son petit-fils Charles de Habsbourg (né en 1500 à Gand), qui est aussi souverain des Pays-Bas et comte de Bourgogne depuis 1515 et devient en 1519 chef de la maison de Habsbourg, puis est élu empereur sous le nom de Charles Quint (Charles V). Il apparaît, par l'étendue de ses possessions, comme une menace majeure pour le royaume de France et Henri II de Navarre va profiter dans une certaine mesure de l'hostilité entre François Ier et Charles Quint.
L'année 1516 est aussi marquée par la mort de Jean d'Albret (17 juin). Henri, âgé de 13 ans lui succède au trône de Navarre, mais aussi comme vicomte de Béarn (seigneurie considérée comme souveraine, sans lien de vassalité), comme comte de Foix (vassal du roi de France). La régence est assurée par sa tante Anne de Navarre (1492-1532). Ce n'est qu'en 1522 qu'il devient seigneur d'Albret (vassal du roi de France), à la mort de son grand-père Alain d'Albret (1448-1522).
En octobre 1521, alors qu'est déclenchée la sixième guerre d'Italie, un corps franco-navarrais commandé par Guillaume Gouffier de Bonnivet s'empare de Fontarrabie, ville et place forte du royaume de Castille frontalière de la France. En 1523, Charles Quint envoie dans la région un corps d'armée commandé par Philibert de Chalon. Celui-ci met le siège devant Fontarrabie et lance le reste de ses troupes vers le Béarn, prenant le château de Bidache (Basse-Navarre), puis les villes de Mauléon (Soule), de Sauveterre (Béarn), de Navarrenx (Béarn) dont il détruit les fortifications. L'hiver arrivant, il retourne vers Fontarrabie, pillant quelques villes au passage (Saint-Jean-de-Luz, Sordis). Les occupants de Fontarrabie font leur reddition le 24 février 1524.
Mais l'usurpation de Ferdinand est sanctionnée[Quand ?] par une bulle du pape Jules II, et Henri II doit se résigner à ne régner que sur la Basse-Navarre.
En 1524, Henri II accompagne le roi de France à Pavie, mais la bataille qui y a lieu en février 1525 est une lourde défaite pour la France.
Fait prisonnier, comme François Ier, Henri II de Navarre s'évade dès décembre 1525, évitant à ses sujets le paiement d'une rançon, alors que le roi de France est encore prisonnier à Madrid.
Le traité de Madrid de 1526 contient une clause selon laquelle François Ier devra obliger Henri à renoncer au royaume de Navarre. Mais une fois revenu en France, le roi fait casser le traité par le Parlement de Paris, ce qui entraîne une septième guerre d'Italie, achevée en 1529 par le traité de Cambrai, qui établit une paix plus durable.

### Membre de la famille royale de France (1527-1555)

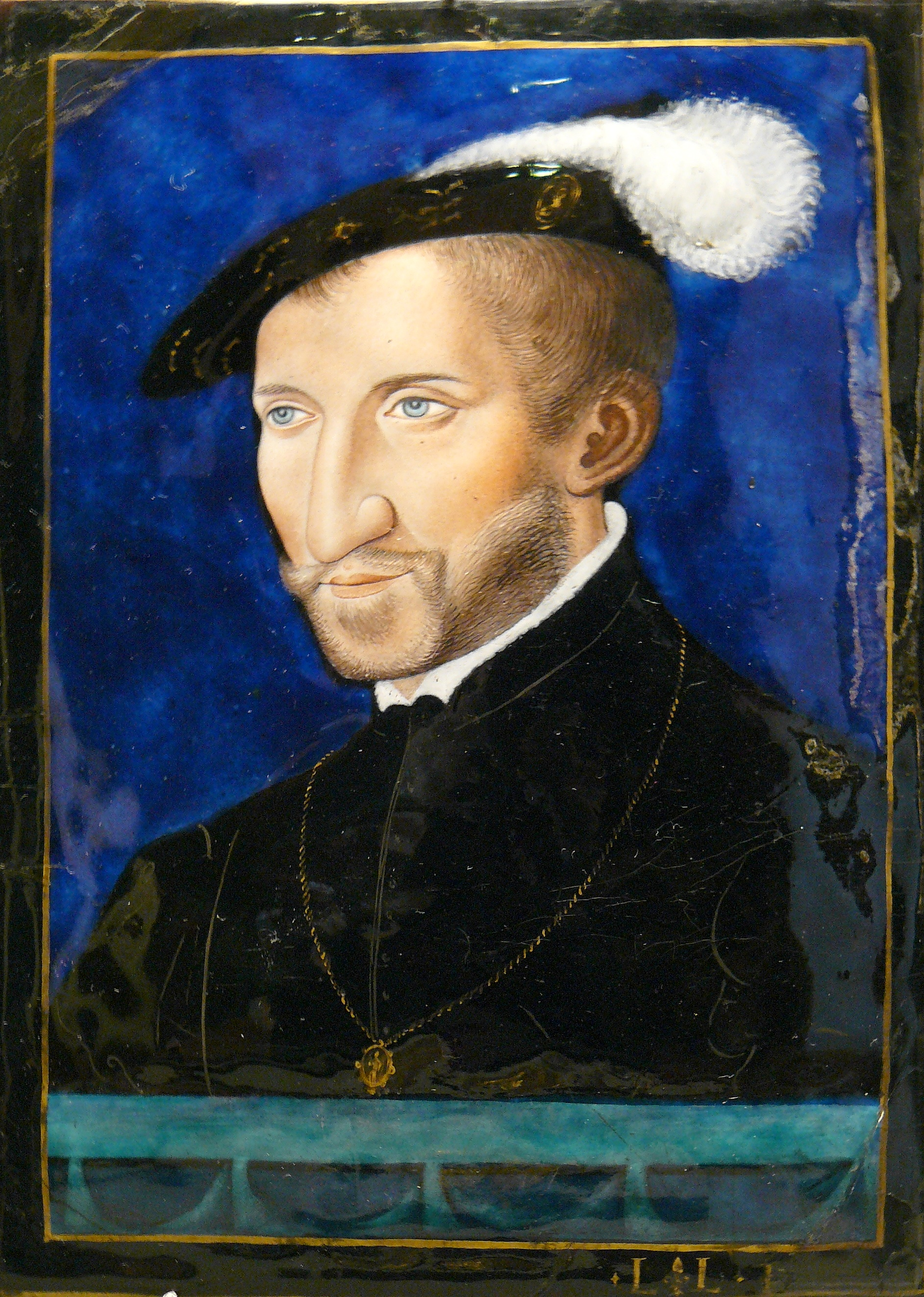
Henri d'Albret roi de Navarre par Léonard Limosin, collection du Musée du Louvre

Grâce au prestige que lui confère cette évasion, il épouse en 1527 la sœur unique de François Ier, Marguerite d'Angoulême (1492-1549), veuve du duc Charles IV d'Alençon et toujours sans descendance. En dot, Marguerite apporte à Henri les fiefs relevant antérieurement de la maison d'Armagnac, longtemps adversaire de la maison d'Albret : comté d'Armagnac, comté de Fezensac, comté de Pardiac, vicomtés de Lomagne et des Quatre-Vallées, comté de Rodez, ce qui renforce sa présence dans le sud-ouest du royaume. Il reçoit aussi des charges qui avaient été tenues par Jean d'Albret : lieutenant général de Guyenne-Saintonge-Angoumois (1528) et amiral de Guyenne.
Il participe aux noces du duc de Nevers et de Mademoiselle de Vendôme à Paris en janvier 1539. Lors du bal, il est costumé en satyre comme le dauphin Henri, Charles d’Angoulême, duc d’Orléans, le cardinal de Lorraine et le connétable de Montmorency.
En 1547, il est le premier pair laïc honorifique (Bourgogne) lors du sacre d'Henri II à Reims en tant que comte de Foix, avec Antoine de Bourbon, second pair (Normandie), en tant que duc de Vendôme.

### Le règne d'HenriIIcomme vicomte de Béarn
Henri vit le plus souvent dans ses domaines, principalement en Béarn.
Henri et Marguerite quittent la cour à la fin de 1527 et arrivent à Pau en novembre. Henri décide alors d'aménager le château, formé par une accumulation de bâtiments divers, dont le donjon de Gaston Fébus, afin de lui donner une allure plus convenable pour Marguerite. Il va le faire doter notamment de la terrasse ouverte du côté sud, vers les Pyrénées, et d'un escalier de style Renaissance.
Dans les années 1540, il reconstruit la place forte de Navarrenx.
Il s'occupe aussi à mettre au point les institutions de la vicomté et fait imprimer le Nouveau For de Béarn en 1552, peu après l'arrivée de l'imprimerie dans la région. Le Nouveau For, qui remplace le Vieux For, un ensemble de textes hétéroclites, est un véritable code de droit public et privé. Il résulte d'une négociation entre Henri et les États de Béarn, qui obtiennent, en échange de leur soutien à sa politique extérieure, orientée vers la récupération de la Haute-Navarre, un certain nombre de garanties et de privilèges.

### La politique navarraise d'Henri et le mariage de Jeanne
Il pense en effet toujours à récupérer le royaume de Navarre en entier et s'engage très tôt dans des tractations avec la couronne d'Espagne.
Un des éléments essentiels de ces tractations est le destin matrimonial de sa fille Jeanne, pour qui il envisage dans les années 1530 un mariage avec l'infant Philippe (né en 1527), fils de Charles Quint. Mais François Ier refuse cette alliance qui permettrait à Charles Quint d'être présent au nord des Pyrénées. En 1541, il organise un mariage avec un adversaire de l'empereur, le duc Guillaume de Clèves. Malgré son jeune âge, 13 ans, Jeanne écrit au roi une lettre de protestation, mais en vain. L'union n'est cependant pas consommée, de sorte que le mariage est assez facilement annulé en 1546 après la défaite du duc face à Charles Quint.
En 1548, le successeur de François Ier, Henri II, reprend cette politique et organise le mariage de Jeanne avec Antoine de Bourbon, duc de Vendôme, alors premier prince du sang. Malgré leur peu d'enthousiasme, Henri II de Navarre et son épouse Marguerite, qui vivent souvent séparément, elle à Nérac et lui en Béarn, viennent à la cérémonie (relativement modeste) qui a lieu à Moulins, capitale du duché de Bourbon, le 20 octobre 1548.
En réaction au mariage de Jeanne, Charles Quint convoque les États de Navarre à Pampelune afin de faire attribuer à l'infant Philippe le titre de « roi de Navarre ». De son côté, Henri de Navarre laisse alors parfois planer la menace d'un remariage (il est veuf depuis décembre 1549), qui pourrait priver sa fille de la couronne, en particulier en l'absence d'un fils. Après la naissance et la mort accidentelle d'un premier Henri, duc de Beaumont (21 septembre 1551-20 août 1553), il suit de près la seconde grossesse de Jeanne. Il la fait revenir sur ses domaines pour l'accouchement, alors qu'elle se trouvait en Picardie, à proximité de son époux, qui est gouverneur de cette province, pendant la dixième guerre d'Italie (1551-1556).
Il est donc satisfait par la naissance d'un second petit-fils, au château de Pau, le 13 décembre 1553. Il est présent à l'accouchement et il semble bien qu'il ait passé de l'ail sur les lèvres du nouveau-né et qu'il lui ait fait sentir du vin (il s'agit de rites prophylactiques). Il le présente ensuite aux notables réunis dans la grande salle du château.
L'enfant est baptisé le 6 mars 1554 du prénom d'Henri, et reçoit les titres de « prince de Viane » et de « duc de Beaumont » ; le premier titre, traditionnel dans la maison de Navarre, exprime le souhait d'Henri II de recouvrer son royaume, « Viane » étant une ville de Haute-Navarre (Viana, près de Logroño). Par la suite, Antoine et Jeanne quittent le Béarn, le nouveau-né étant confié à une nourrice.

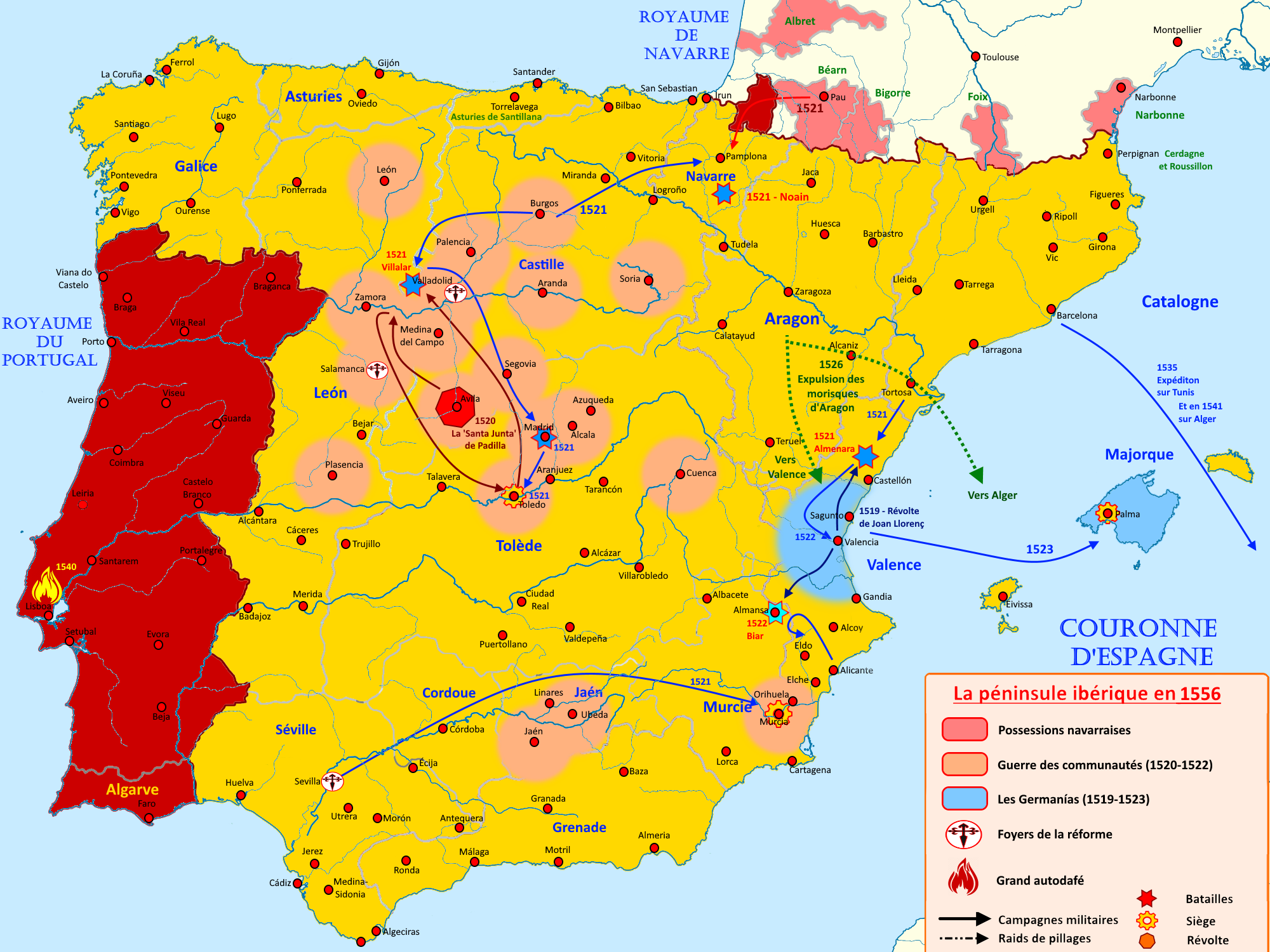
Le royaume de Navarre de 1516 à 1556.

Henri II meurt un an plus tard, en mai 1555, à Hagetmau. Il est inhumé dans la cathédrale de Lescar, nécropole des rois de Navarre. Jeanne d'Albret et Antoine de Bourbon prennent sa succession.

## Titulature
De l'héritage de son père Jean d'Albret, mort en 1516 :
- comte de Périgord (1516-1555)
- vicomte de Limoges (1516-1555)

De l'héritage de sa mère Catherine de Navarre, morte en 1517 :
- roi de Navarre (1517-1555)
- seigneur souverain de Béarn (1517-1555)
- seigneur souverain de Donezan (1517-1555)
- coprince souverain d'Andorre (1517-1555)
- comte de Foix, pair de France (1517-1555)
- comte de Bigorre (1517-1555)
- vicomte de Marsan (1517-1555)
- vicomte de Tursan (1517-1555)
- vicomte de Gabardan (1517-1555)
- vicomte de Castelbon (1517-1555)
- vicomte de Nébouzan (1517-1555)

De l'héritage de son grand-père paternel Alain d'Albret, mort en 1522 :
- seigneur d'Albret (1522-1550), puis duc d'Albret (1550-1555)

De l'héritage de la maison de Foix-Lautrec, éteinte en 1540 :
- vicomte de Lautrec (1540-1555)
- vicomte de Villemur (1540-1555)

À la suite de son mariage en 1527, son épouse étant titulaire de ces possessions :
- comte d'Armagnac (1527-1549)
- comte de Rodez (1527-1549)

### Iconographie
- Portrait au crayon d'Henri d'Albret dessiné par François Clouet et conservé au musée de l'Ermitage à Saint-Pétersbourg.